# クーフテ・タブリーズィー

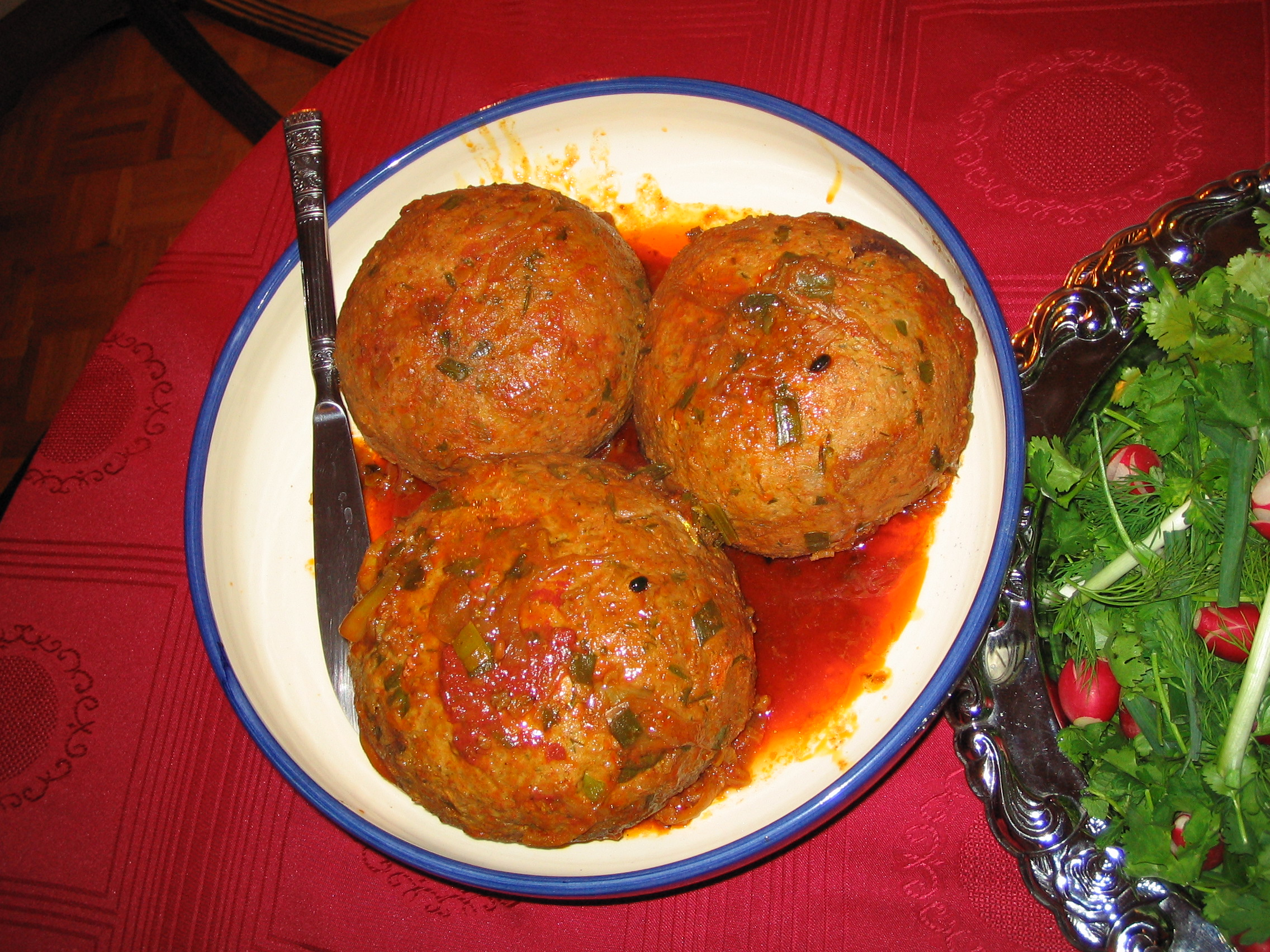
クーフテ・タブリーズィー（タブリーズ風キョフテ）

クーフテ・タブリーズィー（ペルシア語: کوفته تبریزی, ラテン文字転写: Kūfteh Tabrīzī / アゼルバイジャン語: تبریز کوفته سی, ラテン文字転写: Təbriz küftəsi）又はタブリーズ風キョフテは、キョフテの一種。イランの北西部の町、タブリーズの有名な郷土料理である。キョフテの中ではかなり大きい。
「タブリーズ・キョフテシ」あるいは「クーフテ・タブリーズィー」は、どちらも「タブリーズの肉団子」を意味する。トルコ語やアゼルバイジャン語の「キョフテ」はペルシア語の「打つ」や「すりつぶす」を意味する動詞「クーフタン」（ペルシア語: کوفتن, ラテン文字転写: kūftan）の過去分詞、「クーフテ」に由来する。
中東の各地でクーフテ（キョフテ）型の料理が調理されているが、クーフテ・タブリーズィーがそれらと異なる点は、調理法と材料にある。クーフテ・タブリーズィーには、香りのある野菜と、伝統的な作り方であれば肉も使用される。これらが石の乳鉢と木のすり棒でこねられ、ラッペ（黄エンドウ豆の鞘を取り除いて挽き割りにしたもの）が追加される。最近では簡単に作るために、乳鉢の中で肉をこねるプロセスを代行する仕事が行われている。その他に、卵、クルミ、干しプラムを、クーフテ・タブリーズィーの中に入れ、揚げタマネギとゼレシュキュを混ぜたもので飾る。クーフテ・タブリーズィーのスープは、トマトペーストとサフランで味付けされる。
クーフテ・タブリーズィーは普通、肉、米、ラッペ、香辛料、その他の材料が入った巨大な肉団子を肉汁と一緒に各人の皿に取り分け、細く割ったナーネ・サンギャクやナーネ・ラヴァーシュを添えた料理である。